# Anonsaari (ö, lat 61,00, long 27,09)
Anonsaari är en ö i Finland. Den ligger i sjön Hangasjärvi och i kommunen Kouvola i den ekonomiska regionen  Kouvola ekonomiska region  och landskapet Kymmenedalen, i den södra delen av landet, 150 km nordost om huvudstaden Helsingfors. Öns area är 0,3 hektar och dess största längd är 90 meter i öst-västlig riktning.